# Reabsorção óssea
A reabsorção óssea é a reabsorção do tecido ósseo, ou seja, o processo pelo qual os osteoclastos quebram o tecido ósseo e liberam os minerais, resultando na transferência de cálcio do tecido ósseo para o sangue.
Os osteoclastos são células multinucleadas que contêm numerosas mitocôndrias e lisossomas. Estas são as células responsáveis pela reabsorção do osso. Os osteoclastos geralmente estão presentes na camada externa do osso, logo abaixo do periósteo. A fixação do osteoclasto ao osteon inicia o processo. O osteoclasto, então, induz um dobramento de sua membrana celular e secreta colagenase e outras enzimas importantes no processo de reabsorção. Altos níveis de cálcio, magnésio, fosfato e produtos de colágeno serão liberados no fluido extracelular à medida que os osteoclastos entram no osso mineralizado. Os osteoclastos são proeminentes na destruição de tecidos encontrados na artrite psoriática e distúrbios reumatológicos.
O corpo humano está em constante estado de remodelação óssea. A remodelação óssea é um processo que mantém a resistência óssea e a homeostase iônica, substituindo partes discretas do osso velho por pacotes recém-sintetizados de matriz proteica. O osso é reabsorvido pelos osteoclastos e depositado pelos osteoblastos em um processo denominado ossificação. A atividade dos osteócitos desempenha um papel fundamental neste processo. As condições que resultam em uma diminuição da massa óssea podem ser causadas por um aumento na reabsorção ou por uma diminuição na ossificação. Durante a infância, a formação óssea excede a reabsorção. À medida que ocorre o processo de envelhecimento, a reabsorção excede a formação.
As taxas de reabsorção óssea são muito mais altas em mulheres mais velhas na pós-menopausa devido à deficiência de estrogênio relacionada à menopausa. Os tratamentos comuns incluem medicamentos que aumentam a densidade mineral óssea. Bisfosfonatos, inibidores de RANKL, SERMs - moduladores seletivos do receptor de estrogênio, terapia de reposição hormonal e calcitonina são alguns dos tratamentos comuns. O exercício com levantamento de peso leve tende a eliminar os efeitos negativos da reabsorção óssea.